# Torontói Nemzetközi Filmfesztivál
A Torontói Nemzetközi Filmfesztivált (TIFF) 1976-ban alapították, és minden évben szeptemberben tartják meg Torontóban. Eredetileg a Fesztiválok Fesztiváljának nevezték, majd 1995-ben átnevezték a Torontói Nemzetközi Filmfesztiválra (TIFF). 2010 óta a fesztivál székhelye a TIFF Bell Lightbox, egy ötemeletes komplexum, melyben a filmvetítéseket rendezik. A TIFF  Észak-Amerika legrangosabb filmfesztiváljává nőtte ki magát az évek során. Ma már a szakma minden jeles képviselője részt vesz az eseményen. A fesztivált a Toronto International Film Festival Group karitatív, nonprofit, kulturális szervezet szervezi, melynek célja az emberek világképének film általi megváltoztatása.
A fesztivál 10 napig tart, és kb. 300–400 filmet vetítenek a világ minden tájáról. A TIFF Észak-Amerika legfontosabb filmpremiereket bemutató platformja. A The Hurt Locker (2008) alacsony költségvetésű dráma az iraki háborúról, részben a TIFF-en kapott kedvező értékelések miatt talált forgalmazót az Egyesült Államokban. A TIFF egybeesik az őszi filmszezon kezdetével, ekkor kezdődnek el az Oscar-kampányok, és a fesztivál jó bemutatkozást jelent a stúdióknak filmdebütálásként. A jövőbeni Oscar-díjasok elindítása mellett a TIFF kivételes kiállítási lehetőséget kínál kanadai filmek és filmkészítők számára is.
A Juried-díjakat több kategóriában osztják ki, beleértve a legjobb kanadai játékfilmet és a legjobb kanadai rövidfilmet. A TIFF-en a legjobb filmért elnyert People's Choice-díjat már eddig is számos nemzetközi közönségkedvenc film, köztük a Tűzszekerek (1981), az Amerikai szépség (1999) vagy a Gettómilliomos (2008) elnyerte. A TIFF 2009-ben hozzáadta a People’s Choice Awards díját a fesztivál „Midnight Madness” kategóriájának legjobb dokumentumfilmjéért és legjobb filmjéért, amely olyan műfajú filmekből áll, amelyek valószínűleg kultikus kedvencnek tűnnek, mint a mainstream slágerek.

## Fordítás
- Ez a szócikk részben vagy egészben  a   Toronto International Film Festival című angol Wikipédia-szócikk ezen változatának fordításán alapul.  Az eredeti cikk szerkesztőit annak laptörténete sorolja fel. Ez a jelzés csupán a megfogalmazás eredetét és a szerzői jogokat jelzi, nem szolgál a cikkben szereplő információk forrásmegjelöléseként.